# 奥山雄太
奥山 雄太（おくやま ゆうた、1987年5月28日 - ）は、日本の脚本家、演出家、俳優。演劇ユニット「ろりえ」主宰。神奈川県出身。血液型はAB。

## 略歴・人物
早稲田大学第一文学部卒業。
2007年、早稲田大学演劇倶楽部を母体に演劇ユニットろりえを結成。以降、同ユニットの全公演の脚本・演出を担当する。
演劇以外にも、テレビドラマ、映画、アニメ等の脚本家として活動。
俳優としての活動も行っている。

## 演劇作品

### 演劇ユニットろりえ
全作品の脚本・演出
- 早稲田大学演劇倶楽部×宇宙マナー企画公演「トーマス」（2007年）
- プレビュー公演 Mrs.fictions Presents 『15 minutes made vol.2』 参加「アイスコーヒー」（2007年）
- 旗揚げ公演「ヤクザとアリス」（2008年）
- 第二回公演「キミは癌」（2008年）
- 第三回公演「ひばりの大事な布」（2009年）
- 番外公演 シアターグリーン学生芸術祭vol.3「池袋でやるやつ2009夏」（2009年）
- 第4回公演「恋2」（2010年）
- 番外夏公演「暖かそうな場所」（2010年）
- 第5回公演「女優（おんなやさしい）」（2010年）
- 第6回公演「三鷹の化け物」（2011年）
- 第7回公演「㐂（よろこび）」（2012年）
- ユニット員公演「年末」（2012年）
- 第8回公演「木」（2013年）
- 番外公演「ろりえの鬼」（2014年）
- 番外公演「俺たちの劇 inspired by 屋根裏」（2014年）
- 第9回公演「ろりえ」（2014年）
- 番外公演「さようなら、どらま館」（2015年）
- 第10回公演「全裸物語 改め 実家物語」（2016年）
- ろりえリブートvol.1「逮捕（仮）」（2017年）
- 第11回公演「桃テント」（2017年）
- 第12回公演「ミセスダイヤモンド」（2018年）
- 第13回公演「いけない先生」（2019年）
- 第14回公演「ミセスダイヤモンド2022」（2022年／公演延期）
- ろりえ「下北沢の駅前でやる祭り2023夏」（2023年）
- ろりえ「ろりえの復讐」（2024年）

### 脚本・演出
- シアガールpresents「モンゴリアンチョッパーズ」（2009年・出演ぱすぽ☆）
- 日本の問題B班［枯れ葉によせて（仮）］（2011年）
- 中井美穂×シアターグリーン企画 お題「落語」 -師匠の部屋- 「逮捕（仮）」（2012年）
- ENBUゼミナール2012年度演劇コース 卒業公演「大新人」（2013年）
- ENBUゼミナール2014年度春期演劇コース中間劇場公演「俺たちの劇-東京編-」（2014年）
- 梅舟惟永企画「ありがとねえ！」（2016年／構成・演出・「春告花」脚本）
- 劇団4ドル50セントコラボ公演第4弾「劇団4ドル50セントとろりえの年末」（2020年）
- ノリウチ！～カラオケ Mixalive TOKYO店～（出演：君沢ユウキ 寺山武志 鳥越裕貴 木津つばさ 廣野凌大他／2022年）

## 脚本

### テレビドラマ
- NHK番組開発ドラマ「渋谷JK」（2009年）
- 都市伝説の女 part2 第5話 トイレの花子さんの呪い!? アイドル学園殺人（2013年）
- 「ハピくるっ！実録！女の○○事件簿『誰も助けてくれない』」（2014年）
- 素敵な選TAXI 第2話（2014年／脚本協力）
- 世界の文学がわかる!あらすじ名作劇場（2016年）
- 「戦国のへ〜、ほ〜 素朴な疑問を解決！」（2017年）
- テッペン！水ドラ！！レンタルの恋（2017年／第5話・第6話）
- KBOYS（2018年／第6話・第7話・第8話）
- ランウェイ24（2019年／チーフ脚本・第1話・第3話・第9話・第10話）
- NHK連続ドラマ小説 なつぞら SP 秋の大収穫祭 スピンオフドラマ「十勝男児、愛を叫ぶ！」（2019年）
- NHK 沼にハマってきいてみた ヌマーソニック2021〜尊き青春リベンジ～Day3:謎解き祭（2021年／謎解きドラマ脚本）
- こんなところで裏切り飯 〜嵐を呼ぶ七人の役員〜（2025年／第3話・第5話）

### 映画
横山翔一監督
- The48HourFilmProjectTokyo参加短編映画『おまつり』（2016年）
- はめられて Road to Love（ゆうばり国際ファンタスティック映画祭2017オフシアター・コンペティション部門・北海道知事賞受賞作）[1][2]
- 新橋探偵物語（R-15版）（2018年）
  - 絶倫探偵 巨乳を追え！（R-18版）（2018年）
- 強がりカポナータ（2019年12月）[3][4]
- 新橋探偵物語 駅前サウナの怪人編（R-15版）（2021年）
  - 激マブ探偵なな 手淫が炸裂する時（R-18版）（2021年）
- 新橋探偵物語2 ダブルリボルバーラヴ（2022年）
- グッドバイ、バッドマガジンズ（企画協力／2022年）

宮岡太郎監督
- 恐怖人形（2019年）
- ラストサマーウォーズ（2022年）

### ウェブドラマ
- LINELIVEショートドラマ『怪奇物件探偵X』（2021年・阿久津仁愛/TAKA/小坂涼太郎出演・宮岡太郎監督）

### YouTubeドラマ 東京彼女
- 2023年8月号『ペンライト・ラプソディ』（太田奈緒主演・高島優毅監督）
- 2024年7月号 サイコ女子編『ドール・メイト』（新谷姫加・十味主演 宮岡太郎監督）
- 2024年8月号 アイドルになる！編『東京マスカレード』（日髙麻鈴主演 荻颯太郎監督）
- 2024年9月号 女性用風俗編（脚本監修/北原帆夏主演 森美春監督）
- 2024年11月号 立ちんぼ女子編（脚本監修/宮崎あみさ まいきち主演 荻颯太郎監督）
- 2024年12月号 いただき女子編（脚本監修/岬あかり主演 井上博貴監督）
- 2025年1月号 ブスの復讐編（脚本監修/相澤瑠香主演 平岡亜紀監督）
- 2025年2月号 酔っぱらい女子編『ハングオーバー・ベイビーズ』（森マリア主演 荻颯太郎監督）
- 2025年3月号 靴みがきギャル編『RED SHOES』（西美歌主演 拓馬監督）
- 2025年4月号 銀座クラブ嬢編（脚本監修/兒玉遥主演 荻颯太郎監督）

### アニメ
- モンスターストライク (アニメ)第三期（2018年～2019年・第4・10・12・18・19・20・22・23・24・38・39・43・49・53話）

### ラジオドラマ
- FMシアター「みごもる。」（2015年）

### その他
- CM「再春館製薬 ドモホルンリンクル つむぎ製作所」劇中劇脚本(2011)
- 研音プロデュース「MEN ON STYLE 2013」コント「プレゼント」脚本（出演：市川知宏・福士蒼汰） コント「THE RYO」脚本（出演：竜星涼・入江甚儀・山本涼介）（2013年）
- 研音プロデュース「MEN ON STYLE 2014」コント「ジンandトモ」脚本（出演：市川知宏・入江甚儀） コント「THE RYO」脚本（出演：竜星涼・入江甚儀・山本涼介） 一人芝居「芝浜」脚本・演出（出演：福士蒼汰）（2014年）
- 研音プロデュース「MEN ON STYLE 2016」コント「ジンandトモ」脚本（出演：市川知宏・入江甚儀・蒼山真人）（2016年）
- 映画「ビューティフルドリーマー (2020年の映画)」キャラクター設定・構成（2020年／本広克行監督）
- 遊戯王デュエルロワイヤル オーガナイザーパート脚本（2020年）
- 映画 明け方の若者たち 劇中劇 作・演出(松本花奈監督／2021年)

## 出演

### 舞台
- 早稲田大学演劇倶楽部第21期新人公演「サキニタッタラ」（2006年）
- 早稲田大学演劇倶楽部企画公演「ピンクフラミンゴ 」（2006年）
- 早稲田大学演劇倶楽部企画公演「腕枕で壊死」（2007年）
- 宇宙マナープロデュース 早稲田大学演劇倶楽部企画公演「JETS」（脚本・演出　松原一郎／2007年）
- ペナペナGプロデュース 早稲田大学演劇倶楽部企画公演「～♡♡♡ Don't catch me !～」（作・演出　今井理恵／2008年）
- ジェットラグプロデュース公演「誰ソ彼(たそがれ)」(作:又吉直樹(ピース)、演出:深寅芥／2008年)
- アイサツ「ぼくのおうさま」（脚本・演出 尾倉ケント／2008年）
- 幸福デジャヴ×早稲田大学演劇倶楽部 企画公演『ピーナッツ畑にかかる月』（脚本・演出：寺島功毅／2011年）
- 奥山雄太と徳橋みのりのコント「万年」（2016年）
- 日本劇作家協会「1月の月いちリーディング」(脚本:池神泰三『ゼロ年代の亡霊』／2017年）

### テレビドラマ
- NHK 朝ドラ殺人事件（2012年）
- NHK 大河ドラマ大作戦（2012年）
- NHK 放送博物館危機一髪（2013年）
- CX ブラック・プレジデント（2014年）
- MBS・TBS 深夜食堂3 しじみ汁（2014年）
- テッペン！水ドラ！！「レンタルの恋」第6話（2017年）
- NHK連続ドラマ小説 なつぞら SP 秋の大収穫祭 スピンオフドラマ「十勝男児、愛を叫ぶ！」（2019年）
- テレビ東京 水ドラ25「闇芝居（生）」第7話・第8話・第9話・第10話（2020年）

### 映画
- 「トリハダ-劇場版2-」(三木康一郎監督／2014年)
- 「続・深夜食堂」(松岡錠司監督／2016年)
- はめられて Road to Love（横山翔一監督／2016年）
- 新橋探偵物語（横山翔一監督／2018年）
- 新橋探偵物語 駅前サウナの怪人編（横山翔一監督／2021年）

### ネットムービー
- 「電エースポリス」（河崎実監督／2012年）

### CM
- メントス「メントスで、つながろう篇」(2012年)